# Aleix Vidal
Aleix Vidal Parreu (n. 21 august 1989, Puigpelat⁠(d), Catalonia, Spania) este un fotbalist spaniol liber de contract, care joacă pe post de fundaș lateral sau mijlocaș lateral. Pe plan internațional, are prezențe la națională pentru Catalonia și Spania.